# 泥溪镇 (云阳县)
泥溪乡，是中华人民共和国重庆市云阳县下辖的一个乡镇级行政单位。

## 行政区划
泥溪乡下辖以下地区：
泥溪社区、桐林社区、鱼鳞村、协合村、石蛋村、长柏村、联坪村、枞林村、胜利村和石缸村。